# Sverige i olympiska vinterspelen 1956
Sverige i olympiska vinterspelen 1956.

## Svenska medaljörer

### Skidor, nordiska grenar

#### Herrar
- 15 km
  - Sixten Jernberg, silver

- 30 km
  - Sixten Jernberg, silver

- 50 km
  - Sixten Jernberg, guld

- 4 x 10 km
  - Lennart Larsson/ Gunnar Samuelsson/ Per-Erik Larsson/ Sixten Jernberg, brons

- Nordisk kombination
  - Bengt Eriksson, silver

- Slalom
  - Stig Sollander, brons

#### Damer
- 10 km
  - Sonja Edström (sen. Ruthström), brons

- 3 x 5 km
  - Irma Johansson/ Anna-Lisa Eriksson/ Sonja Edström (sen. Ruthström), brons

### Skridskor
- 5 000 m
  - Sigge Ericsson, silver

- 10 000 m
  - Sigge Ericsson, guld